# Saalbach (Hartha)
Saalbach ist ein Ortsteil der sächsischen Kleinstadt Hartha im Landkreis Mittelsachsen.

## Geografie und Verkehrsanbindung
Der Ort liegt östlich des Kernortes Hartha. Nördlich, östlich und südlich fließt die Zschopau, ein Nebenfluss der Freiberger Mulde. Westlich fließt der Hechelbach. Die B 175 verläuft nördlich.